# 블란드포르디아속
블란드포르디아속(Blandfordia)은 속씨식물 속의 일종으로, 외떡잎식물군에 속하는 비짜루목의 블란드포르디아과로 분류된다. 이 속의 원산지는 오스트레일리아의 동부 지역이다. 이 속의 식물 종들은 보통 성탄절 종으로 불리는데, 이는 이 식물들의 모양과 오스트레일리아에서의 개화기 때문이다. 블란드포르디아(Blandfordia)라는 학명은 조지 스펜서 처칠, 즉 브래드퍼드 후작에게 경의를 표하기 위해 영국인 식물학자 제임스 에드워드 스미스가 붙인 이름이다.
블란드포르디아속은 블란드포르디아과의 유일속이다. 분류학자들이 이 과를 인정한 것은 불과 최근의 일이다. 2009년의 APG III 분류 체계(1998년판 및 2003년판에서 변하지 않음)도 이 과를 인정하고 있다.
다음과 같이 4종이 있다.
- Blandfordia cunninghamii Lindl.
- Blandfordia grandiflora R.Br.
- Blandfordia nobilis Sm.
- Blandfordia punicea (Labill.) Sweet (Tasmanian Christmas Bell)